# بخش کالدونیا، مینه سوتا
بخش کالدونیا (به انگلیسی: Caledonia Township) یک منطقهٔ مسکونی در ایالات متحده آمریکا است که در شهرستان هیوستون، مینه‌سوتا واقع شده‌است.
 بخش کالدونیا ۸۷٫۶ کیلومتر مربع مساحت و ۶۲۵ نفر جمعیت دارد و ۳۱۶ متر بالاتر از سطح دریا واقع شده‌است.